# Mikołaj Lewicki
Mikołaj Lewicki (ur. 20 kwietnia 1976) – polski socjolog, dr hab., adiunkt Instytutu Socjologii Wydziału Filozofii i Socjologii Uniwersytetu Warszawskiego.

## Życiorys
W 2000 ukończył studia magisterskie w Ośrodku Studiów Amerykańskich Uniwersytetu Warszawskiego. 9 grudnia 2008 obronił pracę doktorską Polski dyskurs transformacyjny w perspektywie teorii modernizacji i teorii czasu (promotorka – Mirosława Marody). W 2020 uzyskał stopień doktora habilitowanego. Jest zatrudniony na stanowisku adiunkta w Instytucie Socjologii na Wydziale Filozofii i Socjologii Uniwersytetu Warszawskiego.
W zakres jego zainteresowań naukowych wchodzą: socjologia gospodarcza i socjologia ekonomii, teorie i badania komunikacji, socjologia czasu, socjologia miasta.